# Monument aux morts de Sauveterre-la-Lémance
Le monument aux morts est situé place des Platanes, à Sauveterre-la-Lémance, département de Lot-et-Garonne.

## Historique
Pour rendre hommage les 27 hommes de la commune morts pendant la Première Guerre mondiale, celle-ci décide en 1921 de faire construire un monument aux morts à l'architecte villeneuvois Gaston Rapin qui conçoit le socle. La sculpture est en fonte. Elle a été conçue par Édouard-Marcel Sandoz. Elle est sortie des fonderies et ateliers de construction du Val d'Osne. Les travaux ont été réalisés par E. Brousse, entrepreneur en maçonnerie. La grille de clôture a été fabriquée par l'atelier de mécanique et de construction Edmond Blanchard et fils de Sauveterre, et posée en 1925
Ce monument aux morts est inscrit au titre des monuments historiques le 21 octobre 2014,,.

## Description
Gaston Rapin est un habitué des représentations allégoriques. L’architecte a proposé pour ce monument une sculpture représentant la République française. La sculpture réalisée par Maurice Sandoz est appelée la « Victoire aux drapeaux ». La femme qui est en train de courir tient un drapeau à moitié enroulé dans sa main droite et une branche d'olivier dans la gauche. La sculpture est signée « Sandoz » à sa base.